# Associação Joaçaba de Esporte e Cultura
Il Joaçaba è una squadra brasiliana di calcio a 5, fondata nel 2001 con sede a Joaçaba.